# Medley (muziek)
Een medley of potpourri is een aaneenschakeling van fragmenten van populaire liedjes of melodieën die direct achter elkaar worden gezongen of gespeeld. Vaak heeft de muziek een thema, zo zijn er bijvoorbeeld medleys van volksmuziek, kerstliedjes en sinterklaasliedjes.
Stars on 45 heeft de medley een geheel nieuwe richting opgeduwd, en sinds sampling mogelijk werd waren de eerste houseplaten in feite medleys.
Veel professionele zangers, zangeressen en bands hebben medleys op hun repertoire staan, bijvoorbeeld The Beatles op hun album Abbey Road uit 1969. 
Het woord medley is ontleend aan het Engels, waarin het onder meer de betekenis heeft die het in het Nederlands ook heeft. Het is verwant aan het Engelse to meddle dat mengen betekent.